# Abominator
Abominator est un groupe australien de black metal, originaire de Melbourne. Leurs paroles traitent souvent de la guerre et de la spiritualité. Ils ont été comparés à Angelcorpse et Morbid Angel.

## Histoire
Abominator est formé à Melbourne en 1994 par Andrew Undertaker et Chris Volcano (anciennement Deströyer 666) et sort sa première démo, Barbarian War Worship, en mai 1995, avec six titres. Elle est ensuite rééditée sous forme de split avec le groupe suédois de death metal Mornaland. Fin 1995, Dave Deathsaw (guitares) et Gary Gestapo (basse) sont ajoutés au groupe et donnent de nombreux concerts, y compris avec le groupe culte de black metal Bestial Warlust. Le chanteur de Bestial Warlust, Damon Bloodstorm (basse, chant) rejoint Abominator à cette époque, et Gary Gestapo est renvoyé.
En 1997, ils enregistrent leur prochain album, une autre démo intitulée The Conqueror Possessed, et Dave Deathsaw quitte le groupe l'année suivante. Abominator connaît un succès important aux États-Unis et signe un contrat avec Necropolis Records. Ils sortent Damnations Prophecy, et enregistrent un titre pour la compilation de Necropolis, Thrashing Holocaust, sorti en 1999. Vers 2000, ils commencent à écrire et à enregistrer leur prochain album, Subersives for Lucifer, mais Necropolis décide qu'ils ne souhaitent plus soutenir Abominator et rend leur contrat caduc. Cependant, Abominator réussit à obtenir un contrat avec Osmose Productions peu de temps après, et Subversives for Lucifer sort sous Osmose. Après la sortie de cet album, Damon Bloodstorm quitte le groupe.
Début 2001, Max Krieg rejoint le groupe au chant. Ils apparaissent sur le DVD World Domination d'Osmose début 2002, et enregistrent leur prochain album, un LP en édition limitée intitulé Nuctemeron Descent, qui sort en 2003. La campagne marketing pour cet album est très réussie, et Abominator joue bientôt aux côtés de groupes comme Deströyer 666, Hobbs' Angel of Death et Mayhem, et apparaît sur Osmose NoisyMotions, un DVD de deux heures et demie présentant des groupes comme Immortal, Dark Tranquillity et Absu. Abominator était également prévu pour jouer au festival Bloodlust 2004, mais Max Krieg quitte le groupe et le pays de manière inattendue, laissant Abominator sans chanteur et les forçant à annuler tous les concerts restants. Ils sortent également chez Osmose en 2004 et changent rapidement de label, signant un contrat de deux albums avec le label Displeased, et sortant The Eternal Conflagration en mai 2006.

## Discographie
- 1995 : Barbarian War Worship (démo)
- 1997 : The Conqueror Possessed (démo)
- 1997 : Prelude to World Funeral... (split)
- 1999 : Damnation's Prophecy (album)
- 2001 : Subversives for Lucifer (album)
- 2003 : Nuctemeron Descent (album)
- 2006 : The Eternal Conflagration (album)
- 2015 : Evil Proclaimed (album)